# Communauté de communes de Bièvre Toutes Aures
La communauté de communes de Bièvre Toutes Aures était une communauté de communes française, située dans le département de l'Isère et la région Rhône-Alpes.
Depuis le 1er janvier 2012, la communauté de communes a fusionné avec la communauté de communes du Pays de Chambaran, qui est voisine, pour former la Communauté de communes Bièvre Chambaran.

## Composition
La communauté de communes regroupait les 11 communes suivantes :
| Nom                                   | Code Insee | Gentilé          | Superficie (km2) | Population (dernière pop. légale) | Densité (hab./km2) |
| ------------------------------------- | ---------- | ---------------- | ---------------- | --------------------------------- | ------------------ |
| Saint-Étienne-de-Saint-Geoirs (siège) | 38384      | Stéphanois       | 18,62            | 3 274 (2014)                      | 176                |
| Bévenais                              | 38042      | Bévenaitins      | 14,08            | 995 (2014)                        | 71                 |
| Bressieux                             | 38056      | Bressieurots     | 0,89             | 88 (2014)                         | 99                 |
| Brion                                 | 38060      | Brionnais        | 3,94             | 134 (2014)                        | 34                 |
| La Forteresse                         | 38171      | Fortariaux       | 9,22             | 325 (2014)                        | 35                 |
| Plan                                  | 38308      | Planots          | 6,10             | 252 (2014)                        | 41                 |
| Saint-Geoirs                          | 38387      | Saint-Geoirdeaux | 6,93             | 521 (2014)                        | 75                 |
| Saint-Michel-de-Saint-Geoirs          | 38427      | Saint-Micharauds | 7,14             | 308 (2014)                        | 43                 |
| Saint-Paul-d'Izeaux                   | 38437      | Saint-Pautois    | 7,63             | 297 (2014)                        | 39                 |
| Saint-Pierre-de-Bressieux             | 38440      | Saint-Pierrois   | 23,08            | 765 (2014)                        | 33                 |
| Sillans                               | 38490      | Sillannais       | 12,61            | 1 884 (2014)                      | 149                |

### Sources
- Le SPLAF : Site sur la Population et les Limites Administratives de la France, sur le site splaf.free.fr